# 화청가
《화청가》(花青歌)는 2024년 방송되었던 중국의 드라마이다.

## 소개
- 여류작가 화청가가 자신의 소설세계로 들어가 포회녀로 변신해 대본을 뒤집으려 하지만 결국 본인이 남자 주인공에게 잡혀 사랑에 빠지는 이야기

## 등장 인물
- 쑹이런 - 화청가 역
- 정택인 (丁泽仁) - 기초 역
- 주용군 (朱容君) - 임석요 역
- 손조군 (孙祖君) - 기운 역
- 장열남 (张悦楠) - 기완아 역
- 진택 (陈泽) - 공야기 역